# Двужно (Варминьско-Мазурское воеводство)
Двужно (пол. Dwórzno) — село в Польше, в гмине Гурово-Илавецке Бартошицкого повета Варминьско-Мазурского воеводства неподалёку от государственной границы с Калининградской областью России.
Население деревни в 2012 году составляло 253 человека.
До Второй мировой войны находилось на территории немецкой Восточной Пруссии, а именно в её южной части, после войны отошедшей к Польше. Немецкое название села может быть записано по-русски, как Гоф или Хоф (нем. Hoofe).
В истории село более всего известно тем, что в ходе Наполеоновских войн около него состоялся бой при Гофе, в котором соединение русских войск под командованием Михаила Богдановича Барклая-де-Толли было атаковано силами французов под командованием маршала Мюрата (позднее к нему присоединился и маршал Сульт).